# Wilhelmus de Bekker
Wilhelmus Adrianus Josephus Maria (Wim) de Bekker (Helmond, 27 april 1939) is een Nederlands geestelijke van de Rooms-Katholieke Kerk en bisschop van Paramaribo van 2003 tot 2014.

## Levensloop

### Nederland
De Bekker doorliep de lagere school in Helmond en Rotterdam. Hier bezocht hij ook de driejarige Hogereburgerschool. Hij studeerde hierna aan de Kweekschool voor onderwijzers St. Thomas Morus in Rotterdam. Na het behalen van zijn onderwijsbevoegdheid werd hij onderwijzer aan verschillende lagere scholen. Daarnaast trachtte hij in zijn vrije tijd een gymnasiumdiploma te halen. In 1968 behaalde hij een colloquium doctum aan de Katholieke Universiteit Nijmegen. Hij studeerde hier vervolgens culturele antropologie en sociale antropologie en behaalde in beide richtingen een doctoraal. 

### Suriname
Na nog enig postacademisch onderwijs te hebben gevolgd, vertrok De Bekker naar Suriname. In Paramaribo studeerde hij vervolgens theologie. Hij werd daar op 25 mei 1985 priester gewijd door bisschop Aloysius Zichem. Hierna werkte hij als pastoor in Paramaribo (Sint-Alfonsuskerk). Hij vervulde daarnaast verschillende maatschappelijke functies, waaronder het voorzitterschap van de Pater Ahlbrinck Stichting.
In 1995 werd De Bekker vicaris-generaal van het bisdom Paramaribo. Van 2003 tot 2004 was hij apostolisch administrator van dat bisdom. Op 12 november 2004 werd hij benoemd tot bisschop van Paramaribo. Hij ontving op 30 januari 2005 zijn bisschopswijding uit handen van de Rotterdamse bisschop Ad van Luyn. Als wapenspreuk koos hij Testimonium Domini fidele (Getuigenis van de Heer is betrouwbaar) Psalm 19; 8.
Op 31 mei 2014 ging hij met emeritaat.

## Onderscheidingen
De Bekker werd in 1998 onderscheiden als Lid in de Orde van Oranje-Nassau en tot ridder in de Surinaamse Ere-Orde van de Gele Ster.